# Pterolophia flavopostscutellaris
Pterolophia flavopostscutellaris là một loài bọ cánh cứng trong họ Cerambycidae.